# Elsa Wilson
Elsa Wilson, född 1878, död 1944, var en svensk målare och grafiker.
Wilson medverkade i ett antal samlingsutställningar vid 1900-talets början och var representerad i Svenska konstnärernas förenings utställning 1908 och Föreningen Svenska Konstnärinnors utställningar i Stockholm 1911, 1917 och 1927 samt föreningens utställningar i Lund på Skånska konstmuseum 1912 samt Baltiska utställningen i Malmö 1914. Wilson är representerad vid bland annat Göteborgs konstmuseum.